# بيتسي شول
إليزابيث "بيتسي" شول (بالإنجليزية؛ Betsy Sholl (من مواليد 1945) هي شاعرة أمريكية حازت على جائزة ولاية مين من عام 2006 إلى عام 2011 وألفت تسع مجموعات من الشعر. كما وحصلة بيتسي على العديد من الجوائز الشعرية.

## المهنه
كانت بيتسي أحد الأعضاء المؤسسين لكتب أليس جيمس، وهي دار نشر غير ربحية في جامعة مين في فارمنجتون، حيث أنشئت في عام 1973 بغاية توسيع نطاق وصول المرأة إلى النشر. ونشرت بيتسي أول ثلاث مجموعات شعرية لها مع كتب أليس جيمس: تغيير الوجوه (1974) وشتاء الأبلاش (1978) وغرف النفقات العامة (1986).

## الحياة الشخصية والتعليم
ولدت شول في بلدة ليكوود، نيوجيرسي، ونشأت في بريكتاون، نيوجيرسي. وفي عام 1967، حصلت على درجة البكالوريوس في الأدب الإنجليزي من جامعة بوكنل، وفي عام 1969 على درجة الماجستير من جامعة روتشستر، وفي عام 1989 حصلت أيضاً على درجة الماجستير في الكتابة من كلية فيرمونت. كما وانتقلت إلى ولاية ماين في عام 1983.